# Херцогство Аренберг-Мепен
Херцогство Аренберг-Мепен (на немски: Herzogtum Arenberg-Meppen) e херцогство на територията на Западна Рурска област, провинция Северен Рейн-Вестфалия от 1803 до 1810 г.

## История
Образувано е на 25 февруари 1803 г. като компенсация за загубеното Херцогство Аренберг на 9 февруари 1801 г. за херцог Лудвиг Енгелберт. Столици на херцогството са Реклингхаузен и Мепен и е управлявано от фамилията Аренберги. Последният херцог на херцогството e Проспер Лудвиг.
През 1810 г. херцогството е анексирано от Наполеон и присъединено към Франция.
През 1815 г. херцогството Аренберг-Мепен има площ от 3.178 km² и 59 000 жители и е присъединено към Прусия и Кралство Хановер. През 1866 г. Хановер е присъединен към Прусия, и през 1875 г. Аренберг-Мепен е лишен от самостоятелност.